# 김수지 (간호학자)
김수지(金秀智 1942년~2016년 11월 25일)는 대한민국의 간호학자이다. 이화여자대학교 명예교수이며, 대한민국 간호학 박사 1호이다.

## 학력
- 1957.03 ~  1960.2    숙명여자고등학교
- 1960.03 ∼ 1963.12   이화여자대학교 의과대학 간호학과
- 1966.09 ∼ 1969.02   이화여자대학교 대학원 간호학과 이학석사
- 1975.09 ∼ 1978.05   Boston University Doctor of Nursing Science(DNSc)

## 주요경력
- 1978 ~ 1984         연세대학교 간호대학 교수
- 1981 ~ 1984         연세대학교 교육대학원 간호교육학전공 주임교수
- 1984                   이화여자대학교 간호과학대학 간호과학과 교수
- 1994 ~ 1996         대한간호학회 회장
- 1998 ~ 2001         정신전문간호사회 회장
- 2005                   한국호스피스협회 회장
- 2006 ~ 2009         한국호스피스협회 이사장
- 2006.04 ~2010      제4대 서울사이버대학교 총장

## 생애 및 공적
한국 최초의 간호학 박사로 국내 간호 지도자 양성 및 간호교육 발전에 공헌했다. 미국 보스턴 대학교에서 간호학 박사학위(DNSc, 1978)를 받고 귀국 후, 연세대학교 간호대학에 국내 최초의 간호학 박사과정을 설립(1978)했다. 또한 캘리포니아 대학교 샌프란시스코 대학의 석학교수 사례금 전액을 종잣돈으로해서, 1990년부터 매년 해외 대학원 과정에 있는 한국인 간호학생들에게 'Susie Kim Fellowship' 장학금을 수여하며, 간호교육자와 연구자들을 교육하는데 힘썼다.

### 만성정신질환자의 회복과 정신장애인의 삶의 질에 공헌
세계적 간호 이론인, '사람 돌봄 이론(Interpersonal Caring Theory, ICT)'을 개발하고, 10가지의 핵심 개념(알아봐줌, 동참함, 공유함, 경청함, 동행함, 칭찬함, 안위함, 희망 불어넣음, 용서함, 용납함)을 중심으로 지역사회에 방치되어있는 만성정신질환자의 회복 및 사회적응을 위한 간호재활프로그램을 개발했다. 평안하고 존엄성 있는 죽음을 맞이할 수 있도록 보살피는 호스피스 케어를 국내에 처음으로 소개하고, 호스피스 자원봉사자 교육과 조직을 체계화했다.
1984년에는, 간호학계의 국제 멤버십 단체인 시그마 테타 타우(Sigma Theta Tau International)의 회원으로, 한국에서 처음 개최되는 국제 학술대회를 한국간호학회와 공동으로 성사시켰다. 1990년에는 국내 최초로 정신보건간호사 훈련과정을 개설했으며, 대한간호협회 교육이사 재임 시절에는 회원의 계속교육을 통한 자질향상과 새로운 간호이론 및 실무에 관한 기술습득을 위해 간호현장의 각 분야별로 다양한 패키지 프로그램을 개발하여 간호사들의 보수교육 틀을 정립했다. 1995년에는 한국간호학회장을 역임하면서 학회창립 25주년 특별 기념사업의 일환으로 2400여 쪽에 달하는 간호학대사전을 편찬 했다.
80년대 초반, 남편 김인수 고려대 교수와 함께 우리 한국문화에 맞는 가정프로그램을 처음으로 개발하고 한국가정사역원을 설립했으며, 총 5만여 쌍의 부부를 교육하였고, 아버지학교, 자녀 교육 세미나, 고부워크숍 등을 실시했다. 개발도상국에서의 봉사 및 간호교육 증진에도 힘썼다. 중국 조선족 자치족 연변 보건위생국의 요청으로 지역사회 보건간호초소 설치하고 옌볜 조선족 자치주 위생보건학교에서 보건교육 및 지역사회 보건간호실무를 지도했다. 태국, 필리핀, 말레이시아 등에서 만성정신질환자 및 정신장애인을 위해 '돌봄 이론'을 수차례에 걸쳐 교육하고 시범 실시했다.
4년간의 서울사이버대 총장 시절엔 한국형 강의 콘텐츠 모듈화를 시도해 일방형 수업에서 토론 수업 등 직접 강의실에서 수업하듯한 생동감 있는 강의 체제를 도입했다. 2011년 1월 2일부터 4년간 아프리카 말라위 수도인 릴롱궤에 위치한 대양간호대학에 보수 없이 교장직 맡아 봉사했으며, 말라위 은코마 지역의 인근 7마을에 거주하는 300여명의 장애인들에게 정규적인 건강관리 및 식량구호 등의 봉사활동을 펼쳤다.

## 저서
김수지 / 사랑의 돌봄은 기적을 만든다 (비전과 리더십 2010)

## 상훈
- 2001년     국제간호대상(International Achievement Award)
- 2005년     보건복지부 장관상
- 2007년     플로렌스나이팅게일기장
- 2008년     국제비즈니스 대상
- 2015년     범석봉사상, 한국여성지도자 대상 (YWCA 수여)

## 참고
- 대한민국 과학기술유공자 홈페이지
- 50년간 이웃 보듬은 한국의 나이팅게일, 故김수지 이화여대 명예교수